# Człowiek z Cheddar

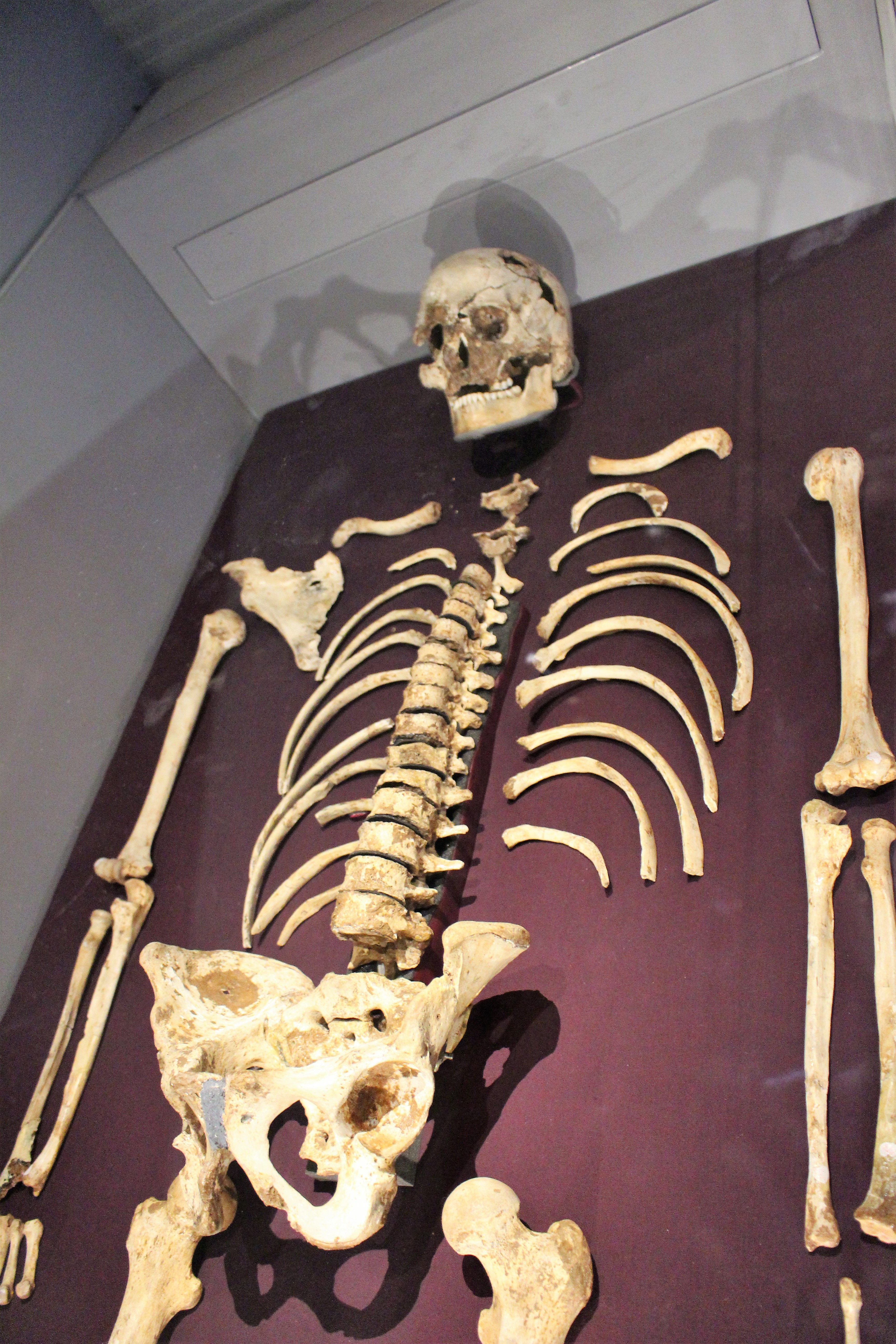
Człowiek z Cheddar

Człowiek z Cheddar (ang. Cheddar Man) – nazwa paleontologicznego znaleziska pozostałości ludzkiego szkieletu, odkrytego w 1903 roku w jaskini Gough's Cave w wąwozie Cheddar Gorge, w pobliżu wsi Cheddar w Anglii. Szkielet datowany jest na okres mezolitu, około 7150 p.n.e. Są to najstarsze znalezione dotychczas szczątki oraz jedyne takie odkryte na terenie Wysp Brytyjskich.
Wyniki badań czaszki wykazały znajomość pośmiertnego przygotowywania i przetworzenia ludzkich zwłok pod konsumpcję (kanibalizm). Sposób nacięć oraz blizny na czaszce sugerują, że taki sposób kształtowania był poprzedzony przygotowaniem tkanek miękkich, w tym szpiku kostnego z żuchwy, pod spożycie. Podobne nacięcia i uszkodzenia są identyczne z tym znalezionymi na innych ciałach ssaków w jaskini.
Szczątki zostały odnalezione w 1903 roku i przebywały w Muzeum Historii Naturalnej w Londynie. W 1996 roku rozpoczęto badania genetyczne prowadzone przez Briana Sykesa, profesora genetyki na Uniwersytecie Oksfordzkim. Szkielet został przewieziony do Instytutu Genetyki Molekularnej w Oksfordzie, gdzie z zęba trzonowego pobrano próbki materiału genetycznego. Następnie materiał porównano z materiałem DNA dwudziestu ochotników z okolic znaleziska. U jednej osoby, Adriana Targetta,  znaleziono bliskie podobieństwo genetyczne, udowadniając że jest on bezpośrednim potomkiem w linii żeńskiej człowieka, żyjącego na tym terenie w okresie mezolitu. Sykes opisy badań wraz z innymi podobnymi opublikował w swojej książce traktującej o teorii genetyki mitochondrialnej człowieka pt. Siedem matek Europy (tytuł ang. The Seven Daughters of Eve).
Replika szkieletu człowieka z Cheddar znajduje się w muzeum we wsi, na wystawie zatytułowanej Cheddar Man and the Cannibals.